# Chironomus parathummi
Chironomus parathummi är en tvåvingeart som beskrevs av Keyl 1961. Chironomus parathummi ingår i släktet Chironomus och familjen fjädermyggor. Inga underarter finns listade i Catalogue of Life.